# Юриев манастир
Юриевият манастир (на руски: Юрьев монастырь) е православен манастир, разположен на 3 km южно от центъра на Велики Новгород в северозападната част на Русия, на десния бряг на река Волхов, близо до нейното вливане в езерото Илмен.
Манастирът е основан през 1030 г. от киевския велик княз Ярослав I Мъдри и е посветен на свети Георги Победоносец (християнското име на Ярослав е Георги, а популярна руска форма на това име е Юрий). През следващите столетия той се превръща в главен религиозен център на Новгородската република, където неговите архимандрити се ползват със значително политическо влияние.
В края на 18 век голяма част от значителните поземлени владения на Юриевия манастир са секуларизирани и значението му намалява. След идването на власт на болшевиките манастирът е разграбен и закрит, а по време на Втората световна война в него за дълго време са разположени германски и испански военни части. Манастирът е възстановен в началото на 1990-те години.